# سوسومو چیبا
سوسومو چیبا (انگلیسی: Susumu Chiba; ۱۳ سپتامبر ۱۹۷۰ – ) صداپیشه، و خواننده اهل ژاپن بود. وی از سال ۱۹۹۶ میلادی تاکنون مشغول فعالیت بوده‌است.